# Niko 2 - lentäjäveljekset
Niko 2 - lentäjäveljekset (bra: Niko 2: Irmão Pequeno, Problema Grande ou Um Voo Encantado em Noite de Natal 2; prt: Niko e o Pequeno Traquinas) é um filme de animação fino-dano-irlando-alemão de 2012, dos gêneros aventura, fantasia, família, infantil, dirigido por Kari Juusonen e Jorgen Lerdam e produzido pela Anima Vitae, pela Cinemaker OY e pela A.Film A/S.
O filme estreou em Portugal em 25 de dezembro 2013.

## Enredo
A sequência acontece alguns meses após os eventos do primeiro filme, e segue a história de Niko, que deve lidar com sua mãe Oona se casar novamente e, assim, ele ganha um meio-irmão chamado Jonni, a quem Niko odeia no início. No entanto, quando Jonni é sequestrado por águias, Niko voa para resgatá-lo. Durante sua jornada para salvar seu pequeno meio-irmão, Niko se junta a uma velha rena quase cega chamada Tobias, que é revelado o ex-líder das Forças Voadoras do Papai Noel. No entanto, no caminho de Niko também está Lobo Branco, a irmã mais nova de Lobo Preto, que é a líder das águias e quer vingança de Niko pela morte de seu irmão. Agora, Niko e o resto da equipe devem apresentar um plano para salvar Jonni, derrotar Lobo Branco e voltar para casa.

## Elenco
| Personagem  | Espécie        | Vozes            |
| ----------- | -------------- | ---------------- |
| Niko        | Rena           | Matthew Boyle    |
| Jonni       | Rena           | Juhana Vaittinen |
| Saga        | Rena           | Prudence Alcott  |
| Oona        | Rena           | Susan Slott      |
| Prancer     | Rena           | Paul Tylar       |
| Lenni       | Rena           | Riku Nieminen    |
| Tobias      | Rena           | Aarre Karén      |
| Julius      | Esquilo-voador | Darragh Kelly    |
| Wilma       | Arminho        | Aileen Mythen    |
| Lobo Branco | Lobo           | Niamh Shaw       |
| Papai Noel  | Humano         | Garry Mountaine  |

## Lançamento
Niko 2 - lentäjäveljekset foi exibido no Festival de Cinema de Hamburgo em 29 de Setembro de 2012.
Foi lançado na Finlândia em 12 de outubro de 2012. O filme estreou em 115 salas e foi visto por 150,889 espectadores, arrecadando € 1.384.148.
Foi lançado no Japão em 09 de agosto de 2013 depois de ser mostrado no Festival de Kinder.
Entrou em distribuição europeia limitada em Novembro e Dezembro de 2013, Alemanha, Dinamarca, Polônia, França, Islândia, Holanda, Rússia, Bélgica, Estónia e na Ásia na Coréia, Israel, em março de 2013.
Mais tarde, no outono de 2013, foi lançado na Croácia, Sérvia, Turquia, Portugal, Hungria e Suécia.
Em 2014, o filme foi lançado no Kuwait, China, Espanha (limitado) e Peru.
O filme foi lançado nos EUA via Rebolo e Netflix em outubro de 2013.
Ele mudou-se para novos territórios no final de Outubro de 2013.

## Recepção
Apesar de não ter uma classificação como ainda no Rotten Tomatoes, Niko 2 - lentäjäveljekset recebeu geralmente misturado com críticas positivas. A Internet Movie Database (IMDb) deu Niko 2 - lentäjäveljekset uma classificação de 5.7 de 10. Coletivamente, os revisores sobre Amazon.com deram ao filme uma classificação de 4 fora de 5 estrelas. Recepção para Niko 2 no Japão foi muito forte e, como resultado, foi premiado com o Grand Prix do melhor filme na secção de recurso em Tóquio Kinder Film Festival.

## Trilha Sonora
Trilha sonora original do filme foi composta por Stephen McKeon mais uma vez. A pontuação original pode ser encontrado por exemplo em Spotify " Niko 2 - Little Brother, Big Trouble (original score) ".
- "The Way to the Stars" - Sean Dexter
- "All About Us" - T.A.T.u